# Elecciones estatales de Mecklemburgo-Pomerania Occidental de 1994
Las elecciones estatales de 1994 en Mecklemburgo-Pomerania Occidental  tuvieron lugar el 16 de octubre de 1994 en el estado federado alemán de Mecklemburgo-Pomerania Occidental, para elegir a los setenta y un diputados de la segunda legislatura del Landtag.

## Legislación
La elección se llevó a cabo en virtud de la Constitución Regional (Landesverfassung) aprobada el 23 de mayo de 1993 y la Ley Electoral aprobada el 14 de diciembre de 1993.
Cada elector tenía dos votos, uno para votar por un candidato en un distrito electoral y el otro para votar por una lista presentada por cada partido, a nivel regional y con tantos candidatos como escaños.  Los puestos se distribuyeron de acuerdo con el escrutinio proporcional plurinominal para las listas que habían obtenido  al menos el 5% de los votos emitidos o al menos tres mandatos directos. La duración de la legislatura se fijó en cuatro años y el número de miembros en setenta y uno.
En comparación con las elecciones de 1990, el único cambio fue el aumento en el tamaño del Landtag, con cinco escaños adicionales. El propósito de esto era evitar lo ocurrido en la elección en 1990, en la que cada posible coalición ganó treinta y tres de sesenta y seis escaños.

## Antecedentes

### Situación política
Durante la primera legislatura, elegida el 14 de octubre de 1990, el Ministro Presidente Alfred Gomolka, cabeza de una coalición negro-amarilla entre la Unión Demócrata Cristiana (CDU) y el Partido Democrático Liberal  (FDP), había sido obligado por sus propios hombres a dimitir el 19 de marzo de 1992. Había sido reemplazado por Berndt Seite, quien solicitó la renovación de su mandato. Además, el presidente regional de la CDU Günther Krause, también ministro federal de Transporte, había tenido que renunciar a sus dos cargos.
A principios de 1994, la popularidad de la Democracia Cristiana y el gobierno federal había caído muy bajo en Mecklenburg-Vorpommern, en parte debido a que el canciller Helmut Kohl calificó a los nuevos Estados federados como "paisajes florecientes" (Blühende Landschaften) en total contraste con la realidad socioeconómica del estado. Así, las encuestas predecían una mala puntuación para la CDU, algunas con una puntuación del 20%, una baja de diecisiete puntos en comparación con 1990.

## Resultados
Los resultados fueron:
| Partido                        | Partido                                   | %                              | +/-                            | Escaños | +/- |
| ------------------------------ | ----------------------------------------- | ------------------------------ | ------------------------------ | ------- | --- |
|                                | Unión Demócrata Cristiana (CDU)           | 37,7 %                         | -0,6                           | 30      | +1  |
|                                | Partido Socialdemócrata de Alemania (SPD) | 29,5 %                         | +2,5                           | 23      | +2  |
|                                | Partido del Socialismo Democrático (PDS)  | 22,7 %                         | +7                             | 18      | +6  |
|                                | Partido Democrático Liberal (FDP)         | 3,8 %                          | -1,7                           | 0       | -4  |
|                                | Alianza 90/Los Verdes (Grünen)            | 3,7 %                          | -0,5                           | 0       | ±   |
| TOTAL (participación : 72,9 %) | TOTAL (participación : 72,9 %)            | TOTAL (participación : 72,9 %) | TOTAL (participación : 72,9 %) | 71      | +5  |

## Análisis
La CDU logró mantenerse en el primer lugar sin avance ni retroceso significativo, y el SPD aumentó moderadamente. El PDS experimentó un fuerte crecimiento e incluso logró elegir un mandato directo. Sin embargo, ni el FDP ni los Verdes lograron cruzar el umbral del 5% del voto popular para entrar en el parlamento regional, lo que resultó en la desaparición de los liberales del Parlamento. Además, los partidos de la extrema derecha, Die Republikaner (REP) y el Partido Nacionaldemócrata de Alemania (NPD) reunieron sólo el 1,1% de los votos; este resultado se recibió con alivio después de haberse producido disturbios antiinmigrantes en Rostock en agosto de 1992.
Mientras que la tasa de participación había sido del 64,8% en 1990, alcanzó esta vez el 72,9%. Esta cifra, relativamente alta, se debió a la superposición de temas regionales y federales en la campaña, ya que las elecciones al Bundestag se celebraron el mismo día en toda Alemania.

### Consecuencias
El líder y presidente regional de los socialdemócratas, Harald Ringstorff, había expresado abiertamente su deseo de formar una coalición roja-roja con el PDS, pero la dirección federal de su partido le prohibió hacerlo, prefiriendo una gran coalición con la CDU de Berndt Seite, donde el SPD sería el socio minoritario. Como los demócratas cristianos habían perdido a su socio de coalición (el FDP), no tuvieron más remedio que aliarse con los socialdemócratas. Seite fue reelegido para un segundo mandato el 8 de diciembre, y Ringstorff se convirtió en Viceministro-Presidente y en ministro de Economía.